# Hasdrubal Gisco
Hasdrubal Gisco ali Hasdrubal, sin Gisca (punsko 𐤏𐤆𐤓‬‬𐤁‬𐤏𐤋 𐤁𐤍 𐤂‬𐤓𐤎𐤊‬𐤍
), kartažanski general, * neznano, † 202 pr. n. št.
Leta 214 pr. n. št. je bil na čelu vojske poslan v Španijo, da bi pomagal Hasdrubalu Barki po njegovem porazu v bitki pri Dertosi. Tri leta pozneje mu je skupaj s Hasdrubalom Barko in njegovim bratom Magom uspelo premagati rimska generala Publija Scipiona in njegovega brata Gneja Kornelija Scipiona pri zgornjem Betisu. Leta 206 pr. n. št. je bil poražen v bitki pri Ilipi in prisiljen zapustiti Španijo.
Hasdrubal se je nato izkrcal v Severni Afriki in pokazal odlične diplomatske sposobnosti ter prepričal prorimskega masesilskega poglavarja Sifaksa, da je prestopil na kartažansko stran. Vendar pa je združeno kartažansko-numidsko vojsko dvakrat premagal mladi Scipion, ki se mu je pridružil Sifaksov masilski tekmec in nekdanji Hasdrubalov prijatelj Masinisa. Po bitki pri Bagbradu se je vrnil v Kartagino, kjer je zaradi jeze meščanov storil samomor.